# Ueli Gyr
Ueli Gyr (* 1945) ist ein Schweizer Volkskundler. Er war von 1995 bis 2010 Professor für Volkskunde an der Universität Zürich.
Sein Studium der Volkskunde, Geschichte der französischen Sprache, Französische Literatur an den Universitäten Zürich und Grenoble hat er 1973 abgeschlossen, danach hat er als Assistent am Volkskundlichen Seminar der Universität Zürich gewirkt. 1977 erfolgte die Promotion an der Universität Zürich im Fach Volkskunde („Die Fremdthematik im Werk von C.-F. Ramuz“, betreut von Arnold Niederer), 1987/88 hat er sich über Welschlandaufenthalte im Fach Volkskunde habilitiert. 1993 war Gyr für einen Forschungsaufenthalt in Paris am Maison des Sciences de l’Homme/Ecole des Hautes Etudes en Sciences Sociales. 1995 wurde er Ordinarius für Volkskunde an der Universität Zürich und zugleich Leiter des Volkskundlichen Seminars. 2010 wurde Gyr emeritiert.
Zu seinen Forschungsschwerpunkten zählen Fachidentität und Fachgeschichte, Alltagsethnographie und Alltagskommunikation, Symbolanalysen und Konsumstile, Nonverbale Kommunikation, Stadtforschung und urbane Lebensstile, Brauchpraxis und Brauchanalyse, Tourismus und Folklorismus, Kulturkontakte, Lebenslauf und Jahreslauf, Lokal- und Regionalkulturen, Nahrungsforschung, Kitsch und Alltagsästhetik.
Er war Herausgeber der Zeitschrift „Schweizerisches Archiv für Volkskunde“ (1983–2015) und der „Zürcher Beiträge zur Alltagskultur“ (1996–2010).

## Werke (Auswahl)
- eigen. fremd. alltäglich. Heitere Aufsätze und Positionen zur Gegenwartskultur. 265 S., Zürich 2017.
- Schnittstelle Alltag. Studien zur lebensweltlichen Kulturforschung. Ausgewählte Aufsätze herausgegeben von Thomas Hengartner. Waxmann: Münster/New York/München/Berlin 2013, 446 S.
- Das Welschlandjahr. Milieuwechsel und Alltagserfahrung von Volontärinnen. Basel und Frankfurt am Main 1992. 204 S. (Kulturelle Vielfalt und nationale Identität, Nationales Forschungsprogramm 21).
- Lektion fürs Leben. Welschlandaufenthalte als traditionelle Bildungs-, Erziehungs- und Übergangsmuster. Habilitationsschrift. Zürich 1989. 564 S., 27 Abb.
- Die Fremdthematik im Werk von C.-F. Ramuz. Zur Bedeutsamkeit interkulturell-reflektierter Ethnozentrik in der Literatur. Diss. Bern 1978 (Europäische Hochschulschriften, Reihe 19, Abt. Ethnologie/Kulturanthropologie, A: Volkskunde, Bd. 13), 349 S.